# アラブのIBM
「アラブのIBM」とはアラブ・イスラーム社会での駐在生活・業務で商社マンらが遭遇することの多い慣用句をまとめ、造語当時世界的商用コンピューターメーカーとして知名度の高かった企業名IBMをもじって英字表記の頭文字を「I」「B」「M」の順に並べたもの。

## 概要

### アラブのIBMとは
日本では「アラブのIBM」という名称が定着しているが、英語圏ではIBM system（IBMシステム）、IBM principle（IBM主義）、IBM culture（IBM文化）、IBM attitude（IBM的態度）、Arab version of IBM（アラブ版IBM）、IBM of the Arab world（アラブ世界のIBM）など様々な表現がなされている。
IBMを構成する頭文字が「I」「B」「M」のフレーズは通常インシャーアッラー(Inshallah「もし神が望むならば」)、ブクラ(ボクラ)(Bukra「明日(に)；いつかそのうちに、いつの日にか」)、マアレーシュ(マアレシュ)(Malesh「ごめんなさい、すみません；大したことはないからお気になさらず」)の3つとされるが、Mについては他の表現に置き換えられていることもある。
一般的なアラブの民族性として語られがちな「怠惰」「時間にルーズで何事も先送りにしてしまう」「生産性が低い」「開き直り」というマイナスイメージとともに紹介されることが多いが、中には意味の誤解から不当な非難になっている事例も見られる。
インシャーアッラーはイスラーム教徒共通の表現、ブクラ（ボクラ）はスーダンからサウジアラビアにかけての東方アラブ世界（マシュリク諸国）、マアレーシュ（マアレシュ）も同じく広範な地域で用いられる表現であることから、アラブ諸国のかなりの割合で話されている口語に対応した表現となっている。

### アラブのIBMという表現の誕生
このアラブのIBMは少なくとも1970年代には使われていたことが確認できる略称だが、中東に駐在する欧米人が考え出して広まったという一般的に認識されている経路以外でも普及した可能性が高く、当時コンピューターメーカーとして中東でも名前が知られるようになったIBM（アイビーエム）社の名称をもじってアラブ人自身が小話（ヌクタ）として面白がって使っていたことも発端になっている模様である。

スーダンの英字誌では1978年の時点で
3つの"インシャーアッラー"、"ブクラ"、"マーフィー"というスーダンの魔法の言葉たちはIBMと略すことができよう。これらの文字はスーダンの都会化した社会に対する日々のフラストレーションを表すものとなっているが、ここアメリカ合衆国においてIBMは世界最大級のコンピューター会社の一つの商標名として知られている。思うに、IBMはアメリカにおいて"Immediately（*訳者注：ただちに）"、"Before you blink（*訳者注：またたく間に）"、"Magic（*訳者注：マジック）"を意味しているのだろう。
というネイティブ執筆による記事が投稿されている。アラブ人向け記事
２．無関心ぶりと事の重大さを感知しない点に関して、前世紀の70年代に語られていたヌクタのことを私は思い出す。アラブ人こそが " أ.ب.م " 英語だとIBMのコンピューターを最初に開発した連中だった、という話だ。この冗談はアラブ人が多用している言葉の略語に依拠したものだったが、それらというのが：- インシャーアッラー（ただしその本来の語義を意図したものではない）、ブクラ（物事の延期）、マアレーシュ（平たく言うと、過ちに対する弁解）であった。
によるとアラブのIBMは現地で1970年代前半に流行した小話（ヌクタ）として流布していたとのことで、返事をはぐらかしたり物事の実行を先延ばしにしたりする傾向をアラブ人自身がいじるといういわゆる自虐的なギャグとして出回っていたようである。

### 諸外国での紹介
最初は米国などの中東ビジネス関連雑誌での駐在員向けアドバイスやアラブ人による記事として登場していたが、1980年代になるとアラブ文化紹介やガイドブックにも掲載されるようになっており、普及が進んだものと見られる。
アラビア語では以下のような意味で使われている語だが、特にインシャーアッラーとマアレーシュ(マアレシュ)についてネイティブの認識と外国人の認識とがずれており、「外国人にはわかりにくく、無責任でいい加減な言葉だと受け取られ、トラブルになりやすいフレーズ」としてアラブ人の間で語られることが多い。
インシャーアッラーについては本来の意義とは異なる使われ方をされ断りの婉曲表現ややる気が出ない物事の依頼に対する返事になることもあるため、アラブ圏駐在の人物に「あてにならない返事」という印象を与える原因となっている。
なお海外ではIBMの「M」部分がマアレーシュ(マアレシュ)ではなく مُمْكِن（mumkin, ムンキン）になっていることもある。

### 日本における流布
日本ではオイルショックの時にアラブ社会やアラブ文化が注目され、中東・イスラーム研究者の板垣雄三らが伝えた「アラブのIBM」が企業関係者らの間にも広まりその後さかんに紹介されるようになったという。

### アラブ世界での受け止められ方
今日では「外国人らによるアラビア語表現に対する誤解である」「アラブ人の民族性に関する侮蔑、レッテル貼りである」という評価がなされている一方、
私がこのジョークが極めてよくできていると感じるのは、それが現実に即した根深い問題を体現しているからだ。無関心ぶりややるべき物事・その時に実行しなければならない物事の重要性に対する感性の欠如といった現象のせいで我々は多くの過ちに陥ったわけだが、それなのに気にかけない。というのも"マアレーシュ（معليش）"、"別の時により良い機会が訪れることだろう（خيرها بغيرها）"、"主が運命づけられなかったのだ（ربك ما قسم）"、"過ぎ去った物事よりもこれからやって来る物事の方が多い（الجايات اكثر من الرايحات）"やらなんやらの弁解の言葉が存在するからだ。こうした害悪はおわかりの通りアラブ社会の全体的な性能に大きな影響を与えるものであり、その結果として、時間に敬意を払わない、制度を遵守しない、仕事や生産活動において無責任な行動を取る、といったことが起こるのだ。
のようにアラブ人自身が問題視しているアラブ社会の構造的特徴を表現するのにこの「アラブのIBM」が引き合いに出されることも依然としてなされ、「アメリカの世界的コンピューター企業IBMに対してスーダンのIBMは～だ」「エジプト式IBMはというと～だ」といった表現で比較が行われたりしている。
名称については「アラブのIBM」ではなくBとIの部分を並べた「ブクラ・インシャーアッラー（بكرة إن شاء الله, bukra(h) in shāʾa-llāh, 意訳「たぶんそのうちやる」）論理」などとなっていることも少なくないが、指し示す内容は同じく官僚主義・遅々として進まない仕事・当てにならない約束・先延ばしなどとなっている。
なお、アラブ世界では今でもIBMはアラブ諸国にパソコンを普及したメーカーとして小話（ヌクタ）に登場することがあり、精密機器とアラブ的特質とをからめた笑い話になっていることが多い（多種多様なアラビア語方言に対応できず高性能精密機器であるはずのIBMパソコンが壊れて火を吹く等）。

## 「インシャーアッラー【I】」

### 表記・発音・意味
إِنْ شَاءَ ٱللَّٰهُ
文語非休止形発音：ʾin shāʾa-llāhu（イン・シャーア・ッラーフ）
文語休止形発音：ʾin shāʾa-llāh（イン・シャーア・ッラーフ）
簡略化文語・口語風発音：ʾin shāʾa-llā（イン・シャーア・ッラー）
口語発音の一例：ʾin shā ʾallā（イン・シャー・アッラー）
【本来の意義】
和訳：もし神が望んだならば；～するといいな、～だといいな、願わくば；はい
英訳：If God wills/God willing；I hope / hopefully；Yes / Yeah right / gladly / willingly
【本来の意義に反するが日常生活で使われることがある文脈】
和訳：まあできれば…；たぶん、もしかしたら；難しいかもしれません、それはちょっと…、まあ無理かなとは思うけど（≒いいえ）
英訳：maybe；when hell freezes over / No way, that will ever happen
なお、日本語カタカナ表記では揺れがありインシャーアッラー、イン・シャーア・ッラー、イン・シャー・アッラー、インシャッラー、インシャッラ、インシャラー、インシャラ、インシャアラー、インシュアラーなど様々である。

### イスラームの聖典クルアーンで定められている慣用句として
アラブ人に限らず世界各国のイスラーム教徒が使う慣用句。アラブ世界ではキリスト教徒たちによっても用いられている。
イスラーム教において唯一神アッラーは全てを統べこの世で起きるあらゆる出来事を定めを取り計らう全智全能の存在だとされている。インシャーアッラーは「アッラーが望まなければ何事も起こらず、神の意思が人間らの意思に対し超越した存在である」という考えと結びついており、「自分はそうした神の偉大さを信じている」という信仰心から言い足すべき文言とされている。
聖典クルアーン（コーラン）でその根拠が示され戒律として「未来に自分がする予定であることを断定調で語ること（いわゆる日本の言挙げに近い）はしてはならない」と定められていることから、実現の意思に関係無く将来について語る時、クルアーン（コーラン）を通じて唯一神アッラー本人から命じられたことを守るため、もしくは神の偉大さ・全智全能ぶりに対する謙虚さを示すなどするために一律で付け足すのが本来の用法となっている。
その他、願い事に添えて「～するといいな、～だといいな、願わくば」という意味を示したり、肯定の返事「はい（Yes）」の代わりとしたりすることもある。

### 本来の用法とは異なる日常会話での使い方とアラブのIBM
日常会話におけるインシャーアッラーには上で記した本来の用法から外れた誤用・慣用というものがあり、人によっては実行する気があまりわかない時に添える「たぶん」「もしかしたら」のニュアンス、やんわり断るため「いいえ（No）」の代わりに言う「難しいかもしれません」「それはちょっと…」、できそうにないことについてはっきり「まあ無理かなとは思うけど」と言わないようにするために使うことがある。
確実にやると決めていることについてはインシャーアッラーはつけず、実現の可能性が低めだと思っていることに関してインシャーアッラーをつける人もいることから、「インシャーアッラー」が「やる気も無いのにごまかしている」「口約束だけで実行をしない」「インシャーアッラーと言ったきりいつまで経ってもやらない」「インシャーアッラーじゃないだろう、すぐにやるべきだ」「約束してもあてにならない」といった業務に対するルーズでいい加減な態度の象徴として認識され、アラブのIBMのIとして悪い意味で知られるようになってしまった形となっている。
＊その他詳細は関連項目「インシャーアッラー」を参照のこと。

## 「ブクラ(ボクラ)【B】」

### 表記・発音・意味
بُكْرَة
文語発音・口語発音(1)：bukra（ブクラ）
口語発音(2)：bokra（ボクラ）
和訳：明日(に)；将来のいつか、そのうちじきに
英訳：tomorrow；some day in the future / sometime soon
ブクラは文語アラビア語で「早朝」、口語アラビア語で「明日」などを意味するが、口語アラビア語では「明日」以外に「（明日ではない、明日よりももう少し後の）将来のいつか、そのうちじきに」という意味がある。
そのため、言っているアラブ人の側は「明日までには終わらせる」「すぐやるつもりだ」と約束する気持ちなど一切含まずに「ブクラ、インシャーアッラー」と言っているにもかかわらず受け取った側は「明日（あす、あした）」という基本的な語義の方で受け取ってしまい「明日にすぐやると確約したのに簡単に破った」「明日やると安請け合いした」という認識の行き違いが生じやすい。
この「ブクラ(ボクラ)」はアラブ世界でも時間がかかるお役所仕事などの象徴として語られることが多い。「ブクラ（そのうちまた来て、そのうちできるかも、いつかそのうちやると思う）」と言いながらいつまで経っても窓口の業務を次段階に進めない、担当者がこの語を口にしては待っている人間を繰り返し追い返すということがあり、アラブ諸国メディアでの視聴者陳情内容にしばしば出てくるアラブ的官僚主義の象徴的なエピソードともなっている。
「アラブのIBM」では何事も先送りにしてすぐに実行しないアラブ人の民族性の象徴として語られている形となっている。

### 地域
「明日」という意味でブクラ(ボクラ)を用いるのはエジプト、スーダン、シリア、レバノン、ヨルダン、パレスチナ、サウジアラビアなどで、その他アラビア半島諸国やイラクでも使われ得る。
これらは昔から各国の外国人駐在員らが多く滞在してきた地域でもあり、「アラビア語で明日といえばブクラ（ボクラ）」というイメージが諸外国で定着した一因、また上記の通りスーダンやサウジアラビアなど広範な地域に居住するアラブ人たちに「自分たちの社会が抱える短所を如実に表現した言葉」として自虐的ギャグの題材として人気を得た一因ともなっている。
一方ブクラ（ボクラ）がアラブ世界の東側（マシュリク地域）で流布しているのに対し、西方アラブ世界であるマグリブ地域やイエメンでは غُدْوَة（ghudwa, グドワ）が一般的である。またイラクやアラビア湾岸地域ではブクラ（ボクラ）の同根姉妹語である باكر / باجر / باچر（bāchir, バーチル）が多用されているが、ブクラ（ボクラ）が併用可能だったり言えば理解されるなどする。

### ブクラ(ボクラ)を含む返答で意味が全く異なる慣用句「ブクラフィルミシュミシュ」
アラブのIBMの「B」であるブクラ（ボクラ）を含む返答ではあるが別物扱いであり意味も全く異なる慣用句がアラビア語には存在する。

#### 表記・発音・意味
بُكْرَة فِي الْمِشْمِش
- بُكْرَة：bukra（ブクラ）- 明日
- فِي：fī（フィ(ー)）- 【前置詞】～の中に、～に；【口語の存在表現】～がある
- الْمِشْمِش：ʾal-mishmish（(ア)ル＝ミシュミシュ）- あんず

口語発音(1)：bukra fi-l-mishmish（ブクラ・フィ・ル＝ミシュミシュ）
口語発音(2)：bokra fi-l-mishmish（ボクラ・フィ・ル＝ミシュミシュ）
直訳：明日はあんず（Tomorrow in apricots. / Tomorrow there are apricots.）
和訳：起きっこない、絶対にあり得ない、そんなの無理だって、不可能だ
英訳：never / when pigs fly / that's never going to happen / when hell freezes over
この慣用句が用いられる主な地域はエジプト、レバント（レヴァント、シャーム）地方などを始めとする諸地域となっている。シリアなどでは前置詞部分を عَلَى（ʿalā, アラー）の短縮形 عَ（ʿa, ア）に置き換えた عَ المِشْمِش もしくは عَالْمِشْمِش（ʿa-l-mishmish, ア・ル＝ミシュミシュ）が使われるなどしている。
またアラブ社会からの輸入語スラングとしてイスラエルなどのヘブライ語話者にも使われるようになっており、アラビア語同様「in a month of Sundays（絶対にあり得ない）」、「till the cows come home（いつまで経っても実現しない、永久に起こらない）」といった意味を表すという。
例文(1)
A：「アフマドが今度借りてた金を返してくれるって言ってた。」
B：「ブクラ・フィ・ル＝ミシュミシュ」（そんなことあるわけないって、あり得ないよ）
例文(2)
A：「俺の携帯電話を返してくれないかな？」
B：「ブクラ・フィ・ル＝ミシュミシュ」（絶対に返さないね、そんなの無理）

#### 由来
慣用句の由来には諸説あり定かではないが、
- 「明日はあんずの季節（＝今日はまだだが明日になったらあんずの収穫シーズンに突入する）」もしくは「明日になったらあんずが手に入る（＝市場に出回り出す）」という慣用句の内容から「短い上にいつ始まるのか予測がつかない杏（あんず）の実[26]（しかもすぐに傷んでしまい日持ちがしない）の旬が明日急に始まるというのはあり得ない」「そんなことが起きるわけがない」「そのような可能性は極めて低くあてにならない」という発想に結びつけられている。
- 「財産を失って他所に居候をしている男性が家主に果物をご馳走になった際、粒が小さく丸ごと一口で食べられるぶどうの房と違いあんずの実は大きくてそういう食べ方をするのは無理だと言った」という昔話などと結びつけられている。

などしている。

#### アラブのIBMとの関係
なおアラブのIBMのB（ブクラ/ボクラ）は
Bukra (明日の意であるが、正確には Bukra fil - Mishmish と言い、杏における明日の意
として正しくはこのブクラフィルミシュミシュのことだと説明している書籍もあるが、そのような事実は無く単にこの慣用句の中に「明日（は/に）」という意味でブクラ（ボクラ）が使われているに過ぎない。
アラブ世界では「ブクラ（ボクラ）」とのみ言った場合は「明日(に)；将来のいつか、そのうちじきに」になるが、"明日はあんず"の場合は بُكْرَة فِي الْمِشْمِش（bukra fi-l-mishmish（ブクラ・フィ・ル＝ミシュミシュ, 明日はあんず）と全部言うか、略して後半だけの فِي الْمِشْمِش（fi-l-mishmish（フィ・ル＝ミシュミシュ, あんず(の季節)に；あんずがある）を言うかのどちらかなので、ブクラ（ボクラ）とは容易に区別がつく形となっている。

#### 日本における紹介
日本ではブックラフィルミシュミシュというカタカナ表記で「明日のことはわからないから案ずるな。今を楽しみ、今を生きろ。」、「 明日には潰れる果実は今夜美味しく食べよう。」、「明日はどうなるかわからない」として紹介されているものだが、アラブ世界ではそのような使い方はされていない。
イスラエルでは女性を口説く時にも使われる定番のせりふで、今ある実が美味しいうちに楽しんでしまおうという意味だと説明されている記事とあわせて上記の意味が引用・転載されているが、アラブ諸国においてはこの慣用句は絶対にあり得ない、何があろうと起こり得ないことを示すものであり、イスラエル側のソースでも同様の意味だとの説明が一般的である。
「現時点ではあんずの実は手元に無く、明日もシーズン入りする訳が無いので明日も手に入らない」という前提となっているため「今あるあんずの実が美味しいうちに楽しもう」という発想にはなっておらず、英訳も「when pigs fly（豚が空を飛ぶ時）」、「when hell freezes over（(業火が永遠に燃え盛る灼熱の)地獄が凍りつく時）」という可能性がゼロである事象に対応させるのが普通である。
また「明日がどうなるかわからない」といった明日の不確かさを表すものではなく「明日も絶対にあんずが手に入ることなんかあり得ない」という不可能を確信している内容となっている。

## 「マアレーシュ(マアレシュ)【M】」

### 表記・発音・意味
مَعَلَيْش
口語発音(1)：maʿalēsh（マアレーシュ）
口語発音(2)：maʿaleysh（＝maʿaleish）（マアレイシュ）
مَعْلَيْش
口語発音(1)：maʿlēsh（マアレーシュ）
口語発音(2)：maʿleysh（＝maʿleish）（マアレイシュ）
مَعْلِش
口語発音(1)：maʿlesh（マアレシュ）
口語発音(2)：maʿlish（マアリシュ）
和訳：【自分が謝る時】ごめんなさい、すみません、失礼【他人から謝られた時】気にするな、なんてことないから大丈夫、気に病まないで【悲しんだり辛い目に遭ったりした人に声がけする時】気に病まないで、悲しまないで
英訳：【自分が謝る時】I'm sorry / I hope you don't mind / pardon / excuse me【人から謝られた時】never mind / it doesn't matter / don't worry about it / it's nothing【悲しんだり辛い目に遭ったりした人に声がけする時】Don't worry/Don't be sad
発音が似ている長母音に置き換わったマーレーシュ、マーレシュといった日本語カタカナ表記もしばしば見られるが、実際には ع（アイン）という喉を引き締めて発音するためマーレーシュと伸ばさずマ"ア"レーシュと「ア」の部分で喉音を強く出す形となる。
なおアラビア語学習書にも載っている謝罪表現として آسِف（ʾāsif, アースィフ, 「申し訳無い、ごめんなさい、すみません」の意）があるが、マアレーシュ(マアレシュ)とは本来のニュアンスが異なるため同義語として考えているネイティブはさほど多くなく、アースィフの方がより文語的・フォーマルかつ謝罪としては強めだとされるなどしている。
なお「転んで泣いている子供に母親が言う時は"可哀想に"という意味」だとの解説記事も見られるが、誤りである。上記の「他人から謝られた時」と同様、لَا بَأْس（lā baʾs, ラー・バアス, 「差し支えない、問題無い、なんてこと無い（から気に病むな）」の意）と同義で、「大丈夫よ、大したことないからね（No problem/Don't be worry/It's OK）」「悲しまないで（Don't be sad）」といったニュアンスで転んだものの大事には至らずに済んだ我が子を慰め励ますものとなっている。

### 由来・語源
この慣用句は、イスラーム以前のジャーヒリーヤ時代に用いられていた مَا عَلَيْهِ شَيْءٌ（文語非休止形発音：mā ʿalayhi/ʿalaihi shayʾun/shaiʾun, マー・アライヒ・シャイウン, 「彼に咎は無い、彼に問うべき罪は無い」といった意味）が簡略化されて短くなったものだとされている。
また、場合によっては人称代名詞接続形部分を置き換えた  مَا عَلَيَّ شَيْءٌ（文語非休止形発音：mā ʿalayya/ʿalaiya shayʾun/shaiʾun, マー・アライヤ・シャイウン, 「私に咎は無い、私に問うべき罪は無い」といった意味） の略だとの説明も存在する。
مَا عَلَيْهِ شَيْءٌ（文語非休止形発音：mā ʿalayhi/ʿalaihi shayʾun/shaiʾun, マー・アライヒ・シャイウン）自体は
- かつて裁判官が被告に対して「彼に咎は無い」「彼に罪は無い」と無罪を言い渡す時に用いていた文言だった。[39][40][41]
- 他者に下らない侮辱・馬鹿げた行いを働いた人間のことを「彼は愚か者だから」「彼に咎は無い、彼を非難すべきではない」（≒精神疾患等の理由があり責めを負わせるべきでない）と表現し被害者を慰めたりなだめたりするのに使っていた 。[42]

とされており、これがいつしか慣用句マアレーシュ(マアレシュ)に変わっていったという。
文語にあった表現を短縮して縮めたため文語アラビア語には無い口語表現で、日常会話のアラビア語特有の言い回しとなっている。方言によって発音や語形は多少異なるが響きは似通っており、上に挙げたのはその代表例である。

### 地域
謝ったり相手をなだめたりするのに使うマアレーシュ、マアレシュの類を用いる地域は「明日に」を意味するブクラ（ボクラ）同様、複数の国にまたがっており大半のアラブ諸国で理解され得る表現となっている。

### アラブのIBMとして
日本では「気にするな」という意味だけが紹介されていることが多く、時として「So what?（だからなんだって言うんだ、で？）」といった正確とは言い難い解説がなされることもあるなど、「アラブ人が悪いことをしても謝らず気にするなとごまかす」という誤解の原因になっている。この「M」を根拠に「アラブ人は謝らない」と言われることすらあるが、実際には謝罪をしているというすれ違いが存在する。
自分が相手に謝ったり謝ってきた相手にかけたりする言葉で、自分が謝る時は「ごめんなさい」・他人から謝られた時は「気にしないで大丈夫」という使い分けがなされているが、非ネイティブはそれを知らないことが多く「謝る代わりに気にするな、大したことないじゃないかと開き直ってとんでもない」と受け止めやすいと言われている。

## 「ムンキン(モンキン)【M】」
日本では「M」部分は「マアレーシュ(マアレシュ)」となっているのが普通だが、海外ではIBMの「M」部分がマアレーシュ(マアレシュ)ではなく مُمْكِن（mumkin, ムンキン）になっていることもある。
مُمْكِن
文語発音：mumkin（ムンキン）
口語発音(1)：momkin（モンキン）
口語発音(2)：momken（モンケン）
和訳：可能だ、～できる；あり得る、起こり得る、～し得る、かもしれない、多分
英訳：possible / able；maybe / possibly / can / would / perhaps / it's possible that
アラビア語では能力としてできることを意味する用法、物事・動作が発生する可能性について述べる用法どちらにも使われる。
日常会話では「絶対だとは確言できないが多分/もしかしたらそうなる/そうする」というニュアンスを表現するのに多用されており、アラブのIBMとして他のパーツ（I・B）と組み合わせた「ムンキン・ブクラ・インシャーアッラー」（直訳：たぶん明日にでも、意訳：たぶんそのうちやるかも、まあいつかはやろうかなとは思っている）として例示されることもある。

## 日本での紹介例
日本語で書かれたアラブ文化解説でもこのアラブのIBMはしばしば紹介されているが、各フレーズの一部を切り取ったもの、意味を誤解しているものも多く、その全体像を伝えているものは非常に少ないと言える。転載・引用の際には注意が必要だと思われる。
- アラブのIBM 特にインシャー・アッラーについて
- アラブの習慣「インシャーラー」精神への戸惑いから学ぶ
- 板垣雄三先生インタビューVol.2
- エジプトでまごつく日本企業――困りもの“アラブのＩＢＭ”（海外ビジネス前線）
- 2003年5月号文藝春秋『追う者と追われる者は、共に神の名を口にする』
- 海外派遣者ハンドブック 中東アラブ編（2012年）
- 神に選ばれたことば (2)- アラブの IBM-
- 国際通信に関する専門家活動報告（クウェイト）
- グローバルビジネス・コミュニケーションの秘訣　アラブ世界編
- 曽野綾子 『アラブの格言』
- 田原市議会 海外行政視察報告書（エジプト・リビア）
- 松下政経塾『日本人の心～“がんばり”精神についての考察』